# Mr. Bad Guy
Mr. Bad Guy (с англ. — «Мистер Плохой Парень») — дебютный сольный студийный альбом Фредди Меркьюри, фронтмена группы Queen. Выпущен 29 апреля 1985 года, когда остальные члены Queen были в отпуске.

## Об альбоме
Для раскрутки альбома Меркьюри выпустил три сингла: «I Was Born to Love You», «Living on My Own» и «Made in Heaven». В 1992 году ремиксы некоторых песен из этого альбома были выпущены на сборниках The Freddie Mercury Album и The Great Pretender. Изначально Меркьюри планировал выпустить этот альбом под названием Made in Heaven, однако потом изменил свои планы. Название было использовано в именовании альбома группы Queen, выпущенного в 1995 году после смерти Меркьюри.
Песня «Love Me Like There’s No Tomorrow» была написана под впечатлением от отношений Меркьюри с австрийской актрисой Барбарой Валентин. Название песни — отсылка к немецкому названию американского фильма The Festival Girls 1961 года, в котором снималась Валентин — Küß’ mich als gäb’s kein Morgen. Эта песня звучала на её похоронах.

## Список композиций
Все песни написал Фредди Меркьюри.
| №  | Название                 | Длительность |
| -- | ------------------------ | ------------ |
| 1. | «Let's Turn It On»       | 3:42         |
| 2. | «Made in Heaven»         | 4:06         |
| 3. | «I Was Born to Love You» | 3:39         |
| 4. | «Foolin' Around»         | 3:29         |
| 5. | «Your Kind of Lover»     | 3:34         |

| №   | Название                               | Длительность |
| --- | -------------------------------------- | ------------ |
| 6.  | «Mr. Bad Guy»                          | 4:10         |
| 7.  | «Man Made Paradise»                    | 4:09         |
| 8.  | «There Must Be More to Life Than This» | 3:01         |
| 9.  | «Living on My Own»                     | 3:23         |
| 10. | «My Love Is Dangerous»                 | 3:43         |
| 11. | «Love Me Like There's No Tomorrow»     | 3:45         |

## Видеоклипы
- «Living on My Own»
- «Made in Heaven»
- «I Was Born to Love You»

## В записи участвовали
- Фредди Меркьюри — вокал, фортепиано, синтезатор
- Фред Мандел — фортепиано, гитара, синтезатор
- Пол Винсент — гитара
- Курт Крисс — ударные
- Стефан Виснет — бас-гитара
- Роджер Тейлор — бэк-вокал

## Чарты
| Страна         | Чарты          | Чарты  |
|                | Высшая позиция | Недели |
| -------------- | -------------- | ------ |
| Великобритания | 6              | 23     |
| Швейцария      | 14             | 6      |
| Япония         | 20             | 21     |
| Нидерланды     | 20             | 11     |
| Австрия        | 23             | 4      |